# 星崎柑那
星崎 柑那（ほしざき かんな、1991年11月20日 - ）は、日本の元女優、ファッションモデル、タレント、リポーター。

## 人物
趣味はスノーボード、ダンス、旅行、YouTube。チャームポイントは声と八重歯で、好きな食べ物は果物。
特技はバトントワリングで、全国大会出場やバトントワリング検定1級。スノーボードなどスポーツ全般が得意。
小学校教員免許を持っている。
サカナクションのファン。
2021年3月31日、所属の芸能プロダクションを退社し、惜しまれつつも芸能界を引退した。

## 主な出演

### テレビ
- みんなで作る和歌山情報 わくわく編集部（テレビ和歌山）
- 釣りビジョン（スカパー!）2019年4月25日[9]〜「関西発！RASHIKU派」ナビゲーター[10]（関西発！RASHIKU派 1 エビ撒きハネとノッコミチヌで春RASHIKU - YouTube）
- 勇さんのびわ湖カンパニー（びわ湖放送）レギュラー出演[11]
- 新P･style TV（サンテレビジョン）レギュラー出演（【パチスロみんなで楽しいさ～】パチンコ･パチスロバラエティ番組「新P･style TV」5/26､O.A分（32s〜） - YouTube）
- BULL ROCK TV（サンテレビジョン）レギュラー出演
- パチンコ楽園（サンテレビジョン）レギュラー出演（パチンコ楽園 8 23放送 CRｴｳﾞｧﾝｹﾞﾘｦﾝ8（48s〜） - YouTube）
- ビーバップ!ハイヒール（朝日放送テレビ）コーナー出演
- 遊びは!!ACT TV（びわ湖放送）レギュラー出演
- 女の子宣言! アゲぽよTV（毎日放送）出演
- ピーチ流!（讀賣テレビ放送）出演
- 趣味バカ（サンテレビジョン）出演
- サンぷん!（サンテレビジョン）出演
- ボートの時間!（サンテレビジョン）出演[12]
- スパイス!!（日本海テレビジョン放送）出演
- 日本レジャーチャンネル（日本BS放送）出演
- 日曜なもんで!（テレビ愛知）出演
- キャッチ!（中京テレビ放送）出演
- ゴゴスマ -GO GO!Smile!-（CBCテレビ）出演
- ドデスカ!（名古屋テレビ放送）出演
- ジョシばな（名古屋テレビ放送）出演
- FNN東海テレニュース（東海テレビ放送）出演
- スイッチ!（東海テレビ放送）出演
- Station!（岐阜放送）出演

### ネットTV
- 「ぐい?っとあいうえお関西」メインナビゲーター（第１回ぐい～っと「あいうえお」関西　川浦農園で いちご 狩り - YouTube）
- 「関西ウォーカーTV」ゲスト出演
- 「ミナモTV」ゲスト出演

### ラジオ
- 「DJ KO-TAROのGirls A GO!GO!」（MBSラジオ）ゲスト出演[13]
- 「SakuっとLa・ら・Ra 西宮」（さくらFM）ゲスト出演
- 「Ciao!-style up your life-」（エフエム石川）ゲスト出演

### MC（司会進行）
- ボートレース住之江イベント MC
- 滋賀県森林イベント MC
- 食博覧会青森ねぶた祭りブース MC
- 平島ファミリーデイ MC
- びわ湖放送杯エースレーンボウリングトーナメント 司会進行（第2回びわ湖放送杯エースレーンボウリングトーナメント特番（32s〜） - YouTube）
- ライコランド姫路 オープニングイベントじゃんけん大会 司会進行
- 遊びはACT 大人の社会見学（司会進行）
- 冬のアウトレットバーゲン特設ステージ 司会進行
- 井村屋あずきバー促進 イベント司会進行
- 日本橋ストリートフェスタ大遊興ブース MC

### キャンペーンガール
- おじろスキー場イメージガール「おじろガールズ」リーダー（1516おじろ180秒インフォマ - YouTube）
- 鷲ヶ岳スキー場、ホワイトピアたかすイメージガール「ワシトピアガールズ」リーダー[14][15]。
- ダイナランドイメージアイドル「ダイナランドガールズ」[16]（2015/4/5。ダイナランドガールズ『アイスクリームマジック』 ラストライブ - YouTube）
- ダイナランドゆり園のイメージガール「ゆりガール」[17]
- 大阪舞洲ゆり園イメージガール「ゆり娘」[18][19]
- サニーデイガールズ（サニーデイガールズ 【 メンバー紹介 】NO.13 星崎 柑那 ( ほしざき かんな ) - YouTube）
- 「DokiDoki Thanks」読者モデル
- 「南大阪のおいしいお店handy」モデル掲載
- トヨタカローラ神戸「COKO」モデル掲載
- 「関西ウォーカー」モデル掲載
- バイク雑誌「MOTOMOTO-モトモト」表紙モデル
- ラド観光株式会社のパンフレット表紙モデル、イメージモデル
- 阪急電鉄「TOKK」モデル掲載
- バイク雑誌「モト・チャンプ」モデル掲載
- 「遊んどこっ」モデル掲載